# 志磐
志磐（生卒年不詳，DaShi ZhiPan），號大石，禪宗、天台宗僧，著有佛教通史大著《佛祖統紀》。

## 生平、
幼年師從袁機，後出家學禪宗，精通天台宗教觀，為山家派，嘗住四明（今浙江鄞縣）福泉寺及東湖月波山，弘宣教綱。咸淳五年（1269年）著有《佛祖統紀》，收在《大正藏》第四十九冊。另有《法界聖凡水陸勝會修齋儀軌》六卷。